# Pseudeustrotia bipartita
Pseudeustrotia bipartita is een vlinder uit de familie van de uilen (Noctuidae). De wetenschappelijke naam van deze soort is voor het eerst voorgesteld als Eustrotia bipartita door Alfred Ernest Wileman in een publicatie uit 1914.
De soort komt voor in Taiwan.